# Garantie (finance)
Pour les homonymes de Collatéral, voir Collatéral. Pour les garanties de type commercial, voir Garantie.
En finance, une garantie, un collatéral ou une sûreté, est une promesse de garantie, servant à couvrir le risque de crédit lors d'opérations financières dans le cas où le bénéficiaire de ce dernier ne pourrait pas satisfaire à ses obligations de paiement. Le terme de collatéral est un masque du mot anglais « collateral » Son emploi a donné lieu à des néologismes tels que prêt collatéralisé, qui désigne un prêt garanti. Le terme garantie est lui utilisé dans la banque de détail.

## Utilisation

### Nécessité des taux directeurs
Les banques centrales régulent l'activité économique via leurs taux directeurs. Les taux de refinancement et de prêt marginal permettent aux banques commerciales d'obtenir de la liquidité en monnaie banque centrale. Les banques doivent toutefois présenter des collatéraux afin de garantir à la banque centrale son remboursement en cas de pertes.
Certaines banques centrales, telles que la Banque centrale européenne, permettent dans certains cas aux banques commerciales de rester propriétaires de collatéraux. Elles portent alors la responsabilité de la fourniture du collatéral en cas de perte. Afin de se prémunir contre une dépréciation des actifs utilisés comme collatéraux, les banques centrales peuvent demander une marge de précaution (c'est-à-dire une différence entre la valeur du collatéral et la valeur du prêt) allant jusqu'à 60 %. Cette situation est toutefois exceptionnelle, car la marge de précaution se situe en temps normaux entre 1 et 5 %,. Dans le cas où l'emprunteur ne peut pas rembourser son emprunt, la banque centrale revend l'actif afin de couvrir la perte.

### Nature des collatéraux
L'intensification de l'activité des banques centrales en tant que pourvoyeuses de liquidités en situation de crise a posé la question des critères d'admission des collatéraux. Les banques centrales ont ainsi chacune créé une liste d'actifs éligibles pour servir de collatéral, restreinte à des actifs très sûrs. Le collatéral demandé a généralement une valeur supérieure au prêt de la banque centrale.
Les collatéraux sont généralement des titres publics (de la dette publique sous forme, par exemple, d'Obligation Assimilable du Trésor). Garantis par l’État, réputé immortel, ces titres inspirent une confiance sur les marchés financiers qui permet de faire baisser leur prime de risque. Les plus grandes banques centrales du monde (Réserve fédérale des États-Unis, Banque centrale européenne et Banque du Japon) utilisent ainsi en priorité leurs titres de dette comme collatéraux. 
Toutefois, certaines obligations privées peuvent être admises dès lors qu'elles présentent un risque faible. Une étude menée par la Banque du Canada sur un échantillon de 22 grandes banques centrales montre que les obligations privées étaient acceptées par 17 d'entre elles, les actifs non négociables par 11 d'entre elles, et les actions par une seule.

## Limites et avenir

### Qualité des collatéraux
La Banque centrale européenne est une des banques centrales les plus permissives en termes de collatéraux. Lors de la création de la BCE, les difficultés liées à l'harmonisation des pratiques en matière de collatéral ont conduit la BCE à adopter le principe du plus grand dénominateur commun. Elle accepte ainsi un grand nombre d'actifs, de qualité variable.
Ainsi, malgré la crise de la dette publique grecque, la Banque centrale européenne accepte des titres de dette publique grecque comme collatéral de refinancement.

### Pénurie de collatéraux et collatéraux comme biens publics
Les cycles économiques génèrent des phases de crises où les banques commerciales se retrouvent souvent en difficulté et doivent se refinancer auprès de leur banque centrale. Cela soulève deux questions. 
Tout d'abord, celle de la pénurie potentielle de collatéraux. Une étude de JP Morgan en 2012 a indiqué qu'une telle pénurie est peu probable, mais la question n'est pas considérée comme résolue par les économistes. Ensuite, la nécessité de collatéraux lors d'une crise soulève la question des collatéraux de qualité comme bien public, car leur présence sur les marchés apporterait des bénéfices à tous du fait de leur capacité à soutenir les banques commerciales, et donc l'épargne des citoyens.

### Collatéraux et finance verte
L'économiste Gaël Giraud propose que la Banque centrale européenne « accepte comme collatéraux des "obligations de projet" finançant exclusivement des projets d'avenir liés à la transition [écologique] ».